# Cours, Deux-Sèvres

Cours este o comună în departamentul Deux-Sèvres, Franța. În 2009 avea o populație de 529 de locuitori.